# Ободчук, Андрей Анатольевич
Андрей Анатольевич Ободчук (род. 28 сентября 1955, Тюмень) — советский и российский шахматист; международный мастер (1994), шахматный литератор и тренер. Семикратный чемпион мира и девятикратный чемпион России по шахматам среди инвалидов с поражением опорно-двигательного аппарата. Регулярно играет за команду IPCA на Всемирных шахматных олимпиадах.

## Биография
Пострадал от эпидемии полиомиелита, став инвалидом. В 1978 окончил Тюменский государственный университет получив специальность преподавателя немецкого языка и литературы; полиглот, также знает китайский, английский языки и ещё несколько европейских. Автор перевода с английского на русский учебника Вильгельма Стейница. В 1994 году стал международным мастером, первым в Тюменской области и первым в мире среди инвалидов.

### Шахматные достижения
На шахматном турнире в Пойковском (международный турнир имени А. Е. Карпова) обыграл чёрными в сложнейшей линии варианта Ботвинника Славянской защиты гроссмейстера А. В. Онищука — партия была прокомментирована Г. К. Каспаровым в его книге «Дебютная революция 70-х». Побеждал за шахматной доской гроссмейстеров С. Г. Лпутяна, А. С. Коробова, Э. Д. Сутовского, А. А. Шиманова и ряд других. Участник Кубка мира по шахматам 2009 года, где проиграл 0,5 — 1,5 гроссмейстеру Б. А. Гельфанду. Занимается тренерской деятельностью в России, Китае, Греции.

## Публикации
- Ободчук А. А. «Дебют четырёх коней». Русский шахматный дом, 2014. ISBN 978-5-94693-370-4.